# Capital eròtic
El capital eròtic és un concepte descrit per Adam Isaiah Green que mesura el potencial d'una persona per atreure sexualment d'altres. Es basa en l'aspecte físic, la sociabilitat, la bellesa general i la forma de relacionar-se amb altres persones, així com en l'autoestima, la manera de moure's i comportar-se i altres factors relacionats. El capital eròtic és variable i es pot incrementar potenciant les qualitats considerades atractives en una comunitat determinada (com per exemple vestir seguint una moda). La idea sorgeix d'una ampliació del concepte de capital de Pierre Bourdieu.